# Наречені
Наречені — особи, які вступають або щойно вступили в шлюб. Чоловік іменується нареченим, а жінка — нареченою. 
В Українському законодавстві нареченими вважаються особи, які подали заяву про реєстрацію шлюбу.